# Münzstätte Weimar
In einer Münzstätte Weimar wurden wahrscheinlich bereits ab etwa 1165 Brakteaten der Grafen von Orlamünde geprägt. Im 14. und 15. Jahrhundert bis zur Gründung einer Thüringer Landesmünzstätte in Weimar hatte die Stadt eine städtische Münzstätte, in der zeitweilig Hohlpfennige geschlagen wurden. Nachdem das Münzrecht der Stadt nicht mehr erneuert worden war, ließ Herzog Wilhelm III. von Thüringen (1445–1482) Münzen der Groschenwährung nicht nur in den Münzstätten Gotha, Saalfeld, Jena und Freiberg (hier sicher nur sehr kurzfristig) prägen, sondern auch von etwa 1448 bis 1465 in seiner Weimarer Landesmünzstätte. Im Jahr 1619 wurde die Weimarer Münze von Herzog Johann Ernst I. von Sachsen-Weimar (1594–1626) neu errichtet. Bis 1691 produzierte sie mit Unterbrechungen und Ortslageänderung für den Herzog von Sachsen-Weimar und von 1672 bis 1678 für den Herzog von Sachsen-Jena Münzen der Talerzeit.

## Geschichte

### Brakteatenzeit

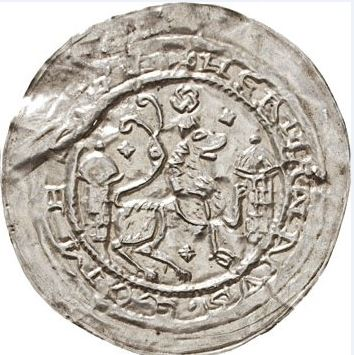
Grafschaft Orlamünde, Hermann II. (1206–1248), Brakteat, Weimar, Orlamünde oder Magdala. (Bahrfeldt: Der Brakteatenfund von Milde im Archiv für Brakteatenkunde, IV. Band 1898–1906, S. 11)

Die ersten zwischen Numismatikern und Historikern noch umstrittenen Nachweise einer Münzstätte Weimar sind Brakteaten des Markgrafen von Brandenburg und Grafen von Orlamünde Albrecht I. (der Bär) (um 1134/1157–1170), der Grafen von Orlamünde: Hermann I. (1156–1176), Siegfried III. (1176–1206), Hermann II. (1206–1247), Hermann IV. († 1319) und Friedrich I. († 1365).
Nach POSERN-KLETT sind die ersten schriftlichen Quellen einer Münzstätte in Weimar aus dem Jahr 1274 und 1292:
Zwar mögen schon die älteren Besitzer, die Grafen von Weimar dort eine eigene Münzstätte gehabt haben, aber erst von den Grafen von Orlamünde wissen wir, dass sie im dreizehnten Jahrhunderte dort Münzen prägen ließen. In einem Capellendorfer Kloster-Briefe vom Jahre 1274 werden nämlich „decem solidi denariorum monete Vinariensis“, und in einer späteren Urkunde desselben Klosters vom Jahre 1292 „quantuor solidi Madilanensium vel Vimarensium denariorum“, und so im vierzehnten Jahrhunderte Weimarische Pfennige in Urkunden noch öfters erwähnt.
In Gegensatz dazu deuten Historiker die Erwähnung des Ortes Weimar in den beiden Klosterbriefen „decem solidi denariorum monete Vinariensis“ (zehn Schillinge Weimarer Geldes) und „quantuor solidi Madilanensium vel Vimarensium denariorum“ (vier Schillinge wie sie in Magdala oder Weimar gelten) als Münzen, „wie sie in Weimar gültig sind“.

### Groschenzeit
Die Landeshauptmünzstätte der Wettiner befand sich seit dem 13. Jahrhundert in Freiberg. Daneben errichteten die meißnisch-sächsischen Landesfürsten für die Herstellung ihrer silbernen Groschenwährung Ende des 14. und im 15. Jahrhundert weitere Münzstätten in Sangerhausen, Zwickau, Gotha, Leipzig, Weimar, Colditz, Wittenberg und Langensalza, die zum Teil nur zeitweise in Betrieb waren.
Im Zeitraum von 1331 bis 1400 sind die Wettiner in den Besitz der thüringischen Städte Jena (1331), Weimar (1372), Langensalza (1379 teilweise, 1400 ganz) und Saalfeld (1389) gekommen.

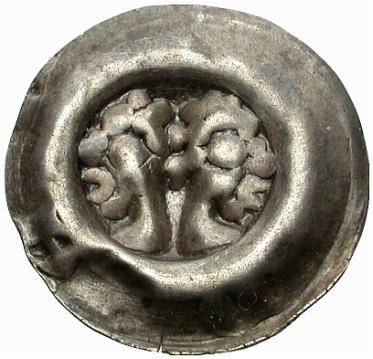
Hohlpfennig, 15. Jahrhundert, städtische Münzstätte Weimar. (Friedensb. 213)

Der erste eindeutige Nachweis einer Münzstätte Weimar ist durch eine Urkunde des Landgrafen Balthasar von Thüringen (1349/79–1406), datiert 13. September 1398 in Stadtilm, erbracht. Darin weist er seinen Münzmeister in Langensalza an, Münzen nach einem vorgegebenen Münzfuß zu prägen. Mit dem Zusatz am Ende der Urkunde: „Glicherwiß had der Munzmeister zcu Wymar ey brieff uber die muncze ij a festo martini. Datum anno festo dicto“ ist eine Weimarer Münzstätte erwähnt. Geprägt wurden 1398 Hohlpfennige mit einem Rauhgewicht von 0,256 g und einem Feingewicht von 0,105 g. Die Münzstätte war unter Herzog Balthasar und Friedrich dem Friedfertigen von Thüringen (1406–1440) an die Stadt Weimar verpachtet.
Weitere Nachweise der Münzstätte sind:
- eine Urkunde Herzog Wilhelms III. von Thüringen vom 19. November 1450. Darin wird der Münzmeister Lucas Kochmann in Jena angewiesen, eine herzogliche Groschen- und Pfennigmünze wieder einzurichten und „alde groschen und Pfennige zu slahen als wir die vor bisher zu Sangerhausen und Wymar haben slahin lassen“

- drei weitere Urkunden über die Tätigkeit der Münzmeister Hans und Heinrich Martersteck sowie Hans Erhardt, die zwischen 1458 und 1468 in der Münzstätte Weimar tätig waren.

KRUG nennt jedoch die Münzstätte Gotha und den Zeitraum von etwa 1413 bis 1436 für die Tätigkeit des Münzmeisters Hans Martersteck. Heinrich Martersteck stimmt zeitlich etwa mit dem von KRUG angegebenen Münzmeister in Weimar, Heinz Martersteck, überein. Münzmeister Hans Erhard legt KRUG ebenfalls nach Gotha.
In Weimar geprägte Groschenmünzen sind Neuen Schockgroschen Wilhelms III., mit einem W vor dem steigenden Löwen sowie mit Münzzeichen kleine 5-blättrige Röschen, vermutlich um 1462 geschlagen (KRUG Nr. 1326). Neue Schock- oder 6-Hellergroschen zeigen das im Vierpass stehende Blumenkreuz, belegt mit dem Pfahlschild, auf der Gegenseite den nach links steigenden Meißner Löwen. Sie wurden auch in den Münzstätten Freiberg, Gotha, Jena, Saalfeld, Colditz (hier auch als Margarethengroschen bezeichnet), Leipzig, Zwickau und Sangerhausen geschlagen. Die von KRUG angegebenen Hohlpfennige (Nr. 1328–1331) sind der Münzstätte Weimarer nicht sicher zugeordnet. Ebenfalls als unsicher nennt KRUG die Münzstätte Weimar bei den ab 1457 und ab 1462 geschlagenen Hohlhellern (KRUG Nr. 1332; 1333; 1335; 1336).

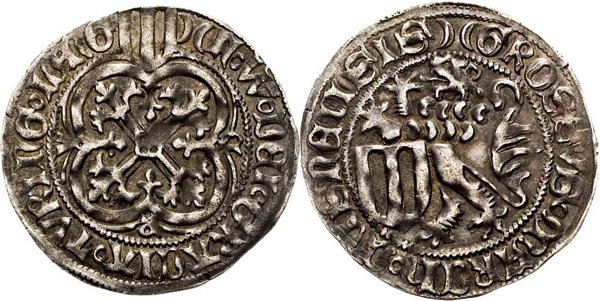
Kurfürst Friedrich II. mit seinem Bruder Herzog Wilhelm III. von Thüringen (1440–1464), Schildgroschen o. J. (ab 1451 geprägt), Münzstätte Saalfeld (KRUG 1060), nach RÖBLITZ Münzstätte Weimar.

Nach RÖBLITZ sind Pfahlschildgroschen (Schildgroschen) und Neue Schockgroschen sowie Landsberger Hohlpfennige, die KRUG nach Saalfeld legt (Münzmeisterzeichen zwei Fische), mit größter Wahrscheinlichkeit nicht in Saalfeld, sondern in Weimar geprägt (KRUG Nr. 1059–1062, 1246–1251, 1285–1299 und 1303).
Herzog Wilhelm III. hatte sich 1445 von seinem Bruder Kurfürst Friedrich II. (1428–1464) getrennt und die selbständige Regentschaft in Thüringen übernommen. Danach kam es zum Streit zwischen den Brüdern bis hin zu kriegerischen Auseinandersetzungen. Der sogenannte Sächsische Bruderkrieg wurden um 1450 zwar beendet, jedoch erst nach dem Tod Friedrichs änderte sich Wilhelms Einstellung. Ab 1465 prägte er wieder in Gemeinschaft mit seinen Vettern in allen Münzstätten. Seit dieser Zeit wird seine Weimarer Münze geschlossen worden sein.

### Talerzeit
Im Jahr 1619 wurde die Münzstätte Weimarer von Herzog Johann Ernst I. neu errichtet. Bis 1691 prägte die Münze mit Unterbrechungen für den Herzog von Sachsen-Weimar und von 1672 bis 1678 für den Herzog von Sachsen-Jena Münzen der Talerzeit.

#### Kipper- und Wipperzeit

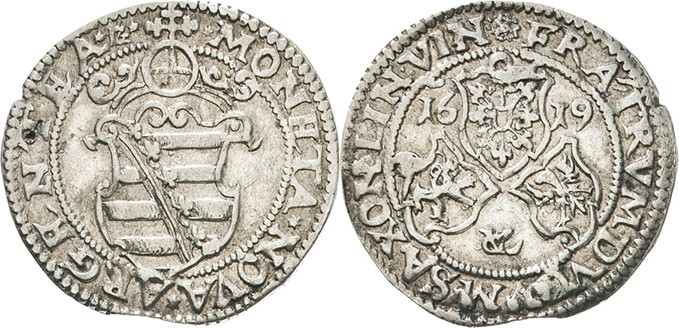
Herzogtum Sachsen-Weimar, Johann Ernst und seine sechs Brüder (1619–1622), Kipper-Dreibätzner 1619, CVL-Weimar. (Bornemann 1 Var., Slg. Kraaz, Slg. Kernbach 2475, Koppe/Seitz 13)

In der Zeit der Geldverfälschung, der Kipper- und Wipperzeit, hatte Thüringen von 1621 bis 1623 etwa 50 Kippermünzstätten. Im Herzogtum Sachsen-Weimar befanden sich die Kippermünzstätten Berka a. d. Ilm, Burgau, Gebstedt, Ichtershausen, Königsberg i. Fr., Reinhardtsbrunn, Rothenstein, Saalborn und Weimar. Die 1619 an der Ilm zwischen der Schloss- und der Kegelbrücke errichtete Münzstätte Weimar prägte von 1619 bis 1622 für Herzog Johann Ernst I. von Sachsen-Weimar und seinen Brüdern die heute zum Teil seltenen Kippermünzen. Bekannt sind folgende Weimarer Nominale (unvollständig):
- Gulden zu 60 Kreuzer, Mmz. GA, Münzmeister Gabriel Andreae und Münzzeichen W.[24]
- Sechsbätzner (= 24 Kreuzer = doppelter Schreckenberger), Mmz. CVL, Münzmeister Cyriax (Cyriacus, Cyriakus) von Lehr, ab 1620 mit Mmz. GA, auch ohne Mmz.
- Dreibätzner Mmz. CVL, ab 1620 mit Mmz. GA[25]
- 2 Pfennig, Münzzeichen W
- 1 Pfennig, Münzzeichen W

Siehe auch: Kippertaler und Kippermünzstätten (Kursachsen)
In einem Schreiben der fürstlichen Kammer in Köthen aus dem Jahr 1626 ist ersichtlich, dass der Wert des Münzgebäudes im April 1620 einschließlich der technischen Ausstattung 1 620 fl 12 gl 2 pf betrug.

#### Die Münzstätte von 1622 bis 1691

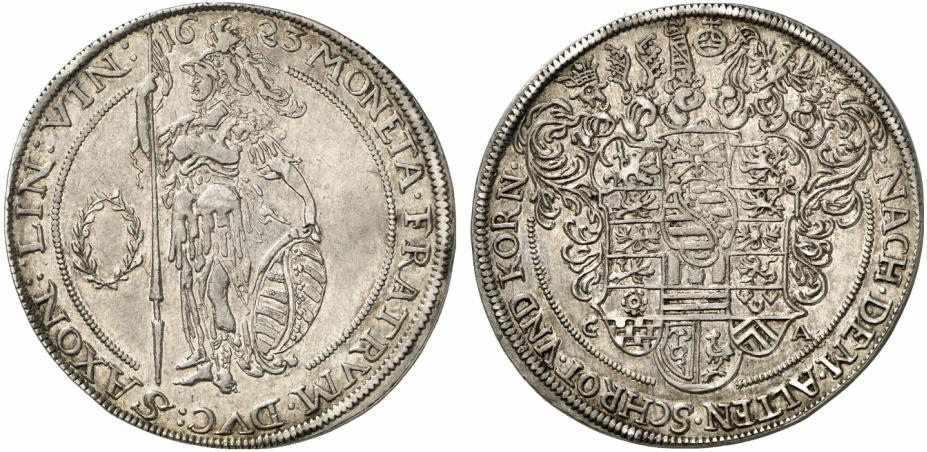
Herzogtum Sachsen-Weimar, Johann Ernst und seine fünf Brüder (1622–1626), Reichstaler („Pallastaler“) 1623, Weimar

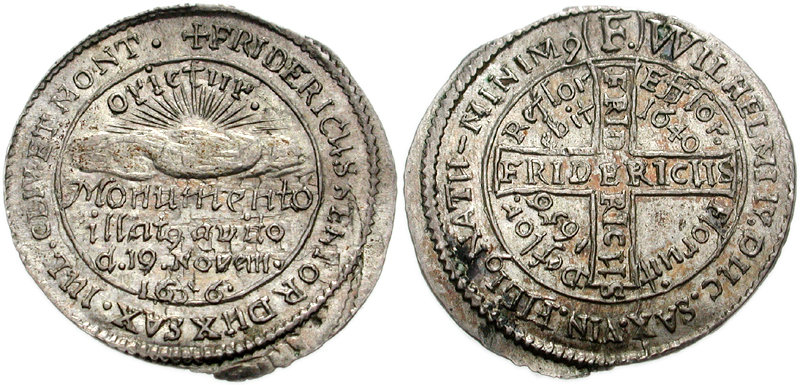
Herzogtum Sachsen-Weimar, Wilhelm (1640–1662), Groschen 1656, Weimar, auf den Tod seines Sohnes Friedrich.

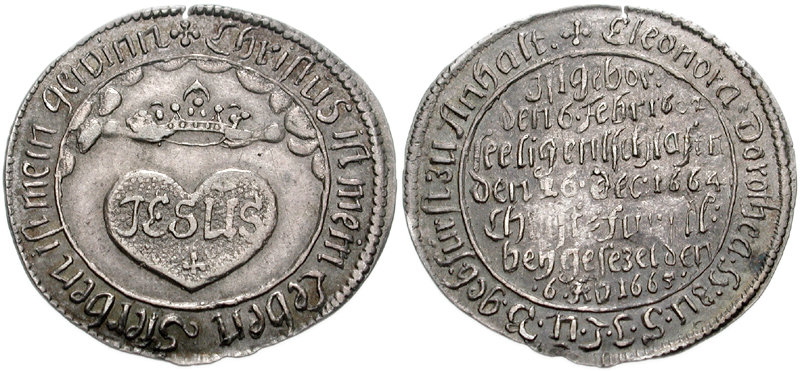
Herzogtum Sachsen-Weimar, Johann Ernst (1662–1683), Groschen 1665, Weimar, auf die Beisetzung seiner bereits 1664 verstorbenen Mutter Eleonore.

Nachdem Johann Ernst I. die Prägung von Kippermünzen einstellen ließ, wurde im Herzogtum Sachsen-Weimar wieder nach der Reichsmünzordnung geprägt. Die ersten 1623 in Weimar (in Reinhardsbrunn bereits 1622) geprägten vollhaltigen Talermünzen, die sogenannten Pallastaler, waren Reichstaler mit der Rückseitenumschrift „NACH DEM ALTEN SCHROT VND KORN“. Mit dieser Umschrift sollte die Vollwertigkeit der Münze dokumentiert werden, da in Thüringen noch bis 1623 Kippermünzen geprägt wurden. Die gleiche Umschrift zur Bezeichnung der Güte wurde schon auf Münzen Herzog Georgs von Sachsen (1500–1539) während der Zeit der sächsischen Münztrennung verwendet. Von 1530 bis Ende 1533 ließ Herzog Georg in den Münzstätten Freiberg, Leipzig und Annaberg nach der bisherigen Güte münzen, obwohl Kurfürst Johann von Sachsen (1486/1525–1532) seine Gepräge in den Münzstätten Zwickau und Buchholz im Feingehalt verringert hatte. Die identische Gütebezeichnung auf den Pallastalern des Herzogs Johann Ernst und seiner fünf Brüder wird mit hoher Wahrscheinlichkeit auf die Zeit der sächsischen Münztrennung zurückzuführen sein.
Die Reichstaler und deren Teilstücke wurden meist als Gedenkmünzen ausgeführt. Gedenkprägungen der Münzstätte Weimar sind Prägungen auf den Schlossbau zu Weimar (Wilhelmsburg), die Einweihung der Schlosskirche im Schloss Wilhelmsburg, die Übernahme des Rektorats der Universität Jena durch Bernhard von Sachsen-Jena (Magistertaler), den Westfälischen Frieden und die hennebergische Teilung sowie die Begräbnismünzen.

##### Ortslage und technische Ausrüstung nach 1674
Im Jahr 1674 musste die Weimarer Münze wegen Baufälligkeit neu errichtet werden. Den Auftrag dazu erhielt der Münzmeister Georg Friedrich Staude am 1. Juli 1674 von Herzog Johann Ernst II. (1627–1683). Entgegen der im Auftrag genannten Lage befand sich die Münze am Floßgraben, der eine künstliche Abzweigung der Ilm war. Der Münzmeister Sebastian Altmann richtete die Münze bei seinem Dienstantritt in Weimar auf eigene Kosten neu ein. Nach Schließung der Münzstätte Anfang 1691 nahm er die Einrichtung nach Ilmenau mit, wo er für Herzog Wilhelm Ernst (1683–1728) bis 1702 als Münzmeister weiter tätig war. Altmann verstarb völlig verarmt 1703 in Ilmenau. Die aktenkundige Erbauseinandersetzung mit dem fürstlichen Amt Ilmenau beinhaltet ein Verzeichnis der Einrichtung der Münzstätte. Demnach war folgende technische Ausrüstung vorhanden:
- Zwei Durchlasswerke mit drei paar Walzen
- Zwei Durchschnitte mit 16 Unterlagen und 20 Drücken
- Ein Stoßwerk mit zwei bleiernen Kugeln
- Zwei Taschenwerke
- Ein großes hölzernes Rad mit einer Welle

Das Durchlasswerk war ein Walzwerk, in dem die gegossenen Zaine gestreckt wurden. Vor dem mehrfachen Auswalzen wurde nochmals geglüht. Anschließend erfolgte die Justierung der Zaine. Mit dem Durchschnitt wurden die Zaine in Platten (Schrötlinge) geschnitten. Das Stoßwerk war eine Spindelpresse (Balancier) zum prägen der Platten auf dem Stock (Unterstempel) und Eisen (Oberstempel). Im Taschenwerk erfolgte die Taschenprägung. Stock und Eisen steckten dabei in zwei gegenläufig drehenden Wellen in den sogenannten Taschen. Die so geprägten Münzen waren leicht gewölbt. Das große hölzernes Rad mit einer Welle war höchstwahrscheinlich Teil des Göpelantriebs für das Durchlasswerk.

#### Die Münzen der Münzstätte
Von 1619 bis 1691 wurden folgende Nominale geprägt: Kippermünzen (siehe vorher), Pfennige, Dreier, Groschen (Apfelgroschen), ¼ Reichstaler, ½ Reichstaler, Reichstaler (Pallastaler/Gedenktaler), ⅔ Taler (Gulden) nach zinnaischem Fuß, Goldgulden, ¼ Dukat, ½ Dukat, Dukat.

## Münzmeister der Münzstätte Weimar (unvollständig)
(Groschenzeit nach KRUG, Talerzeit ohne die Mmz. nach KOPPE)
| Münzmeister                 | von                     | bis      | Münzmeisterzeichen | Bemerkung                                                                            |
| --------------------------- | ----------------------- | -------- | ------------------ | ------------------------------------------------------------------------------------ |
| Heinz Martersteck           | 1448                    | 1465 (?) |                    | 1463 in Weimar erwähnt, auch Gotha (1457–1477) und Oelsnitz i.V. 1457 (?) mit Mzz. o |
| Heinz Scheth (Schette)      |                         |          |                    | in Weimar vorgesehen (nach 1464), ist wohl nie zum Münzen gekommem                   |
| Cyriakus von Lehr           | 1619                    | 1620     | CVL                | Kippermünzen                                                                         |
| Gabriel Andreae             | 1620                    | 1632     | GA                 | bis 1622 Kippermünzen                                                                |
| David Wölke                 | 1637                    | 1639     | DW                 |                                                                                      |
| Andreas Ulrich              | 1639                    | 1669     | ohne               | 1661 und 1668 auch in Gotha erwähnt                                                  |
| Johann Friedrich            | 1639                    | 1672     | ohne               |                                                                                      |
| Georg Friedrich Staude      | 1673 (1674 lt. ERZMANN) | 1676     | GFS                |                                                                                      |
| Johann Christoph Dürr       | 1677                    | 1684     | I C D; Kreuzblume  |                                                                                      |
| Johann Christoph Staude     | 1684                    | 1686     |                    |                                                                                      |
| Bastian (Sebastian) Altmann | 1687                    | 1691     | BA                 | 1691 Schließung der Münzstätte, bis 1702 in Ilmenau                                  |